# Europese weg 73
De Europese weg 73 of E73 is een Europese weg die loopt van Boedapest in Hongarije naar Metković in Kroatië. In 2007 werd de gehele weg omgebouwd tot autosnelweg. In Hongarije wordt dit de M6, in Kroatië de A5 en A10 en in Bosnië en Herzegovina de A-1.

## Algemeen
De Europese weg 73 is een Klasse A Noord-Zuid-verbindingsweg en verbindt het Hongaarse Boedapest met het Kroatische Metković en komt hiermee op een afstand van ongeveer 1690 kilometer. De route is door de UNECE als volgt vastgelegd: Boedapest - Szekszárd - Mohács - Osijek - Đakovo - Bosanski Šamac - Zenica - Mostar - Metković.